# HTML5 audio
HTML5 Audio — часть спецификации HTML5, предназначенная для работы с аудио в веб-браузерах без помощи плагинов.
Включает в себя воспроизведение, синтез и запись звука, также описывает методы распознавания речи.
Элемент <audio> предоставляет элементы управления (воспроизведение/пауза/громкость), вид которых может отличаться в различных браузерах и операционных системах.

## Атрибуты
Атрибуты элемента <audio>:
- Глобальные атрибуты[3][4]:
  - accesskey
  - class
  - contenteditable
  - dir
  - hidden
  - id
  - lang
  - spellcheck
  - style
  - tabindex
  - title
  - translate
- src — ссылка на файл
- preload — предзагрузка файла
- autoplay — автовоспроизведение файла
- loop — циклическое воспроизведение
- muted — отключение звука
- controls — браузерные элементы управления звуком

Пример:
```
<
audio
 
controls
>

  
<
source
 
src
=
"http://media.w3.org/2010/07/bunny/04-Death_Becomes_Fur.mp4"
 
type
=
'audio/mp4'
 
/>

  
<
source
 
src
=
"http://media.w3.org/2010/07/bunny/04-Death_Becomes_Fur.oga"
 
type
=
'audio/ogg; codecs=vorbis'
 
/>

  
<
p
>
Your user agent does not support the HTML5 Audio element.
</
p
>

</
audio
>

```

## Поддержка браузерами
Поддержка HTML5 audio была добавлена в следующих версиях браузеров:
- Google Chrome 3[7][8];
- Mozilla Firefox 3.5;
- Internet Explorer 9;
- Opera 10.1;
- Safari 3.1[9]

## Форматы сжатия звука
При обсуждении спецификации возникали разногласия между сторонниками свободных и запатентованных алгоритмов сжатия звука.
В частности, Apple и Microsoft высказывали поддержку стандарта сжатия AAC и классического MP3, тогда как Mozilla и Opera поддерживали открытый свободный формат Vorbis в контейнерах Ogg и WebM, критикуя большое количество патентов, защищающих форматы MP3 и AAC.